# Denzel Andersson
Denzel Andersson, född den 21 september 1996 i Njurunda, är en svensk basketspelare som spelar för polska Dziki Warzawa.

## Biografi
Denzel Andersson som tidigare bland annat spelat för Luleå och det spanska laget Bibao spelar sedan 2024 i det polska laget Dziki Warzawa. Han har även representerat det svenska landslaget där han debuterade 2020.